# 19. stoljeće
◄ | 1. tisućljeće | 2. tisućljeće | 3. tisućljeće | ►
◄ | 17. stoljeće | 18. stoljeće | 19. stoljeće | 20. stoljeće | 21. stoljeće | ►
1800-ih | 1810-ih | 1820-ih | 1830-ih | 1840-ih | 1850-ih | 1860-ih | 1870-ih | 1880-ih | 1890-ih
19. stoljeće je je razdoblje od 1801. do  1900. godine.

## Glavni događaji i razvoji
- Ukinuto ropstvo u većini zapadnih zemalja.
- Napoleonski ratovi završavaju preustrojem europskog sustava država.
- Ukinut feudalizam u većini zapadnih zemalja
- Nastavlja se propadanje Osmanskog carstva: nezavisnost Grčke, Srbije, Crne Gore, Rumunjske, Bugarske.
- Ujedinjenje Italije
- Američko-meksički rat i Američki građanski rat, širenje SAD prema zapadu.
- Početak industrijalizacije, najprije u Engleskoj, kasnije i u kontinentalnoj Europi te u Sjevernoj Americi.
- Novi ustroj austrijskog kraljevstva i veća samostalnost Mađara unutar Austro-Ugarske
- Europsko naseljavanje Australije i početak kolonijalizacije Afrike. Kolonizacije nekih dijelova Azije (Indija, Sibir, jugoistočna Azija).
- Bokserski ustanak na području Sjeverne Kine koji je trajao do 1901.
- Anglo-Zulu ratovi u Južnoj Africi

## Izumi i otkrića
- Charles Darwin 1859. objavlje djelo "Podrijetlo vrsta", čime udara temelje modernoj teoriji evolucije putem prirodnog odabira.
- željeznica (George Stephenson)
- fotografija (Joseph Nicéphore Niepce)
- fonograf (Thomas Alva Edison)
- film (braća Lumière)
- telefon (Alexander Graham Bell)
- automobil (Karl Benz)
- dieselov motor (Rudolf Diesel)
- benzinski motor (Nicolaus August Otto)
- žarulja (Thomas Alva Edison)
- električna struja (Nikola Tesla)
- radij i polonij (Marie Curie i Pierre Curie)
- Louis Pasteur razvija cjepivo protiv bjesnoće
- Robert Koch otkriva uzročnika tuberkuloze
- Periodni sustav elemenata (Dmitrij Ivanovič Mendeljejev)
- X-zrake (Wilhelm Conrad Röntgen)
- Organska kemija, Friedrich Wöhler sintetizirao ureu.

## Osobe
- Nikola Tesla
- Friedrich Nietzsche
- Karl Marx
- Braća Grimm
- Ludwig van Beethoven
- Napoleon Bonaparte
- Hans Christian Andersen
- Jane Austen
- Emily Dickinson
- Charles Dickens
- Mark Twain
- Edgar Allan Poe
- Lav Tolstoj
- Marie Curie
- Thomas Edison
- Simón Bolívar
- Sigmund Freud
- Alfred Nobel
- Otto von Bismarck
- Abraham Lincoln
- Kraljica Victoria
- George Bernard Shaw
- Levi Strauss
- Jack The Ripper
- Jesse James
- Frédéric Chopin
- Antonín Dvořák
- Giuseppe Verdi
- Richard Wagner
- Petar Iljič Čajkovski
- Josip Jelačić
- Dragutin Lerman
- Herny Morton Stanley
- Braća Seljan
- Vatroslav Lisinski
- Ivan pl. Zajc
- Johann Strauss stariji
- Johann Strauss mlađi

## Građanska epoha
Na početku stoljeća dolazi do promjena u društvu. Zbog Francuske revolucije dolazi do promjene vladajućih slojeva. Vlast preuzimaju građani.
Također se javlja i industrijska revolucija. Grade se željeznice, probijaju tuneli, grade se mostovi, prvo kameni, a zatim i željezni. 19. je stoljeće doba čeličnih konstrukcija i montažne gradnje.
Zbog velikih promjena u društvu te zbog industrijske revolucije u gradove se počinju doseljavati brojni ljudi sa sela pa se gradovi neprestano šire i javlja se urbanizam. Primjer toga je Haussmannova pregradnja Pariza u 19. stoljeću kada je on dao srušiti sve male kućice i krivudave ulice te dao izgraditi široke bulevare i avenije s nasadima po strani.
Drugi je primjer projekt "Industrijski grad" koji je osmislio francuski urbanist Toni Garnier. To je trebao biti grad u kojem bi bili odvojeni industrijski dijelovi, stambeni dijelovi, dijelovi za rekreaciju ...

## Arhitektura 19. stoljeća
U gradnji se najviše koristi željezo i armirani beton. U izgradnji zgrada koriste se tzv. "kulisna pročelja" koja oponašaju prošle povijesne epohe (romaniku, gotiku, renesansu...), a dobivaju i pridjev "novi" (neogotika, neobarok...).
U arhitekturi 19. stoljeća značajne su tri građevine:
- 1."Kristalna palača" u Londonu koju je izradio J. Paxton
- 2."Eiffelov toranj" u Parizu koji je izradio Gustav Eiffel
- 3."Galerija strojeva"

U Sjedinjenim Američkim Državama počinju se graditi neboderi (sky-scrapers). Prvo su to zgrade od osam do dvanaest katova da bi se kasnije dostigle neslućene visine.

## Slikarstvo 19. stoljeća
Slikarstvo 19. stoljeća počinje klasicizmom kojem je glavna karakteristika da oponaša antiku što se posebno dobro može vidjeti u prikazima Napoleona Bonapartea.
Nakon klasicizma javlja se romantizam u kojem se prikazuju nedavni povijesni događaji, priče i legende. Slikari romantizma izražavaju osjećajnost i strastvenost i zauzimaju se za uzbudljivo i neobično. Najznačajniji predstavnici romantizma su:
- 1. Theodore Gericault - najznačajnija slika je "Splav meduza"
- 2. Eugene Delacriox - najznačajnija slika je "Sloboda predvodi narod"

Nakon klasicizma i romantizma javlja se realizam u koje su glavni predstavnici Honore Daumier i Gustav Courbet. Realizam traje od četrdesetih do sedamdesetih godina 19. stoljeća. Honore Daumier u svojim djelima spaja romantizam i realizam, ismijava režim, a nakon revolucije ismijava i kralja te njegov pokušaj dolaska na vlast. U slikama su mu glavne teme obični ljudi i njihove sudbone. Slike su mu "Don Quijote", "Čovjek lista grafike" ...
Gustav Courbet je najpoznatiji slikar naturalizma. Slike su mu "Portret Baudelairea", "Dobar dan, gospodine Courbet!" ...
Krajem stoljeća javlja se impresionizam - stil u kojem se slikari odmiču od figurativnosti. Trenutni doživljaj, impresiju, prenose na platno u mrljama boje, svijetla i sjene. Impresionisti slikaju u pleneru, a ime su dobili po slici Claudea Moneta "Impresija, izlazak sunca". Osim njega ostali predstavnici impresionizma su: Edouardo Manet, Pierre Auguste Renoir, Edgar Degas, Camille Pissaro i Henri Toulouse-Latrec.
U slikarstvu 19. stoljeće završava pojavom četiri genija:
- 1. Vincent van Gogh - utemeljio ekspresionizam
- 2. Paul Gaugin - utemeljio simbolizam
- 3. Paul Cezanne - utemeljio kubizam
- 4. Georges Seurat - utemeljio divizionizam i poantilizam

## Kiparstvo 19. stoljeća
Najvažnija i nezaobilazna ličnost je Auguste Rodin, francuski kipar koji je u svojim djelima objedinio naturalizam i impresionizam. Primjeri toga su njegovi kipovi "Danaja" (ženski lik) i "Građani Calaisa". Njegovo najvažnije djelo je "Vrata pakla" - ogromni brončani portal koji je trebao stajati na ulazu u Akademiju likovnih umjetnosti u Parizu, ali nije dovršeno. Ime je dobilo prema Ghibertijevim renesansnim "Vratima raja" u Firenci. Najpoznatija skulptura iz te kompozicije je "Mislilac". 
Prema Rodinovu mišljenju sudbina ljudi je tragična i bliža paklu nego raju.